# 2e division d'infanterie motorisée (France)
Cet article concerne la division recréé après 1945. Pour la 2e division d'infanterie jusqu'en 1940, voir 2e division d'infanterie (France). Pour les autres significations, voir 2e division.
La 2e division d'infanterie motorisée (2e DIM) est une division d'infanterie de l'Armée de terre française qui a participé aux premières années de la guerre froide et à la guerre d'Algérie.

## Création et différentes dénominations
- 1er avril 1946 : formation de l'élément divisionnaire d'infanterie no 2 (EDI/2) à partir de la 2e division d'infanterie marocaine

- 1er août 1948 : formation de la 2e division d'infanterie (2e DI) à partir de l'EDI/2
- 1er mars 1955 : devient 2e division d'infanterie motorisée (2e DIM)
- 31 décembre 1963 : dissolution de la 2e DIM
- 1er janvier 1963 : formation de la 2e division à partir du 22e corps d'armée (ex-corps d'armée de Constantine)
- 30 novembre 1963 : dissolution de la 2e division

## Historique

### Élément divisionnaire d'infanterieno2
Le 1er avril 1946, la 2e division d'infanterie marocaine rapatriée d'Allemagne vers la Lorraine est dissoute et donne naissance à l'élément divisionnaire d'infanterie (EDI/2). Cette unité est destinée à pouvoir intervenir au profit de l'Organisation des Nations unies.
L'EDI/2 est initialement constitué de trois groupements d'infanterie (GI no 1, no 2 et no 3) et du groupement blindé no 3 (GB no 3, issu de la 3e DB). En 1948 le GI no 1 ne fait plus partie de la division.

### 2edivisiond'infanterie
La 2e division d'infanterie est formée le 1er août 1948 à partir de l'EDI/2 (le même jour, le GB no 3 rejoint la 1re division blindée). Elle conserve les traditions de la division marocaine. Les GI no 2 et 3 sont dissous le 31 décembre et la division prend la composition suivante :
- 52e compagnie de quartier général
- 26e régiment d'infanterie
- 5e régiment de tirailleurs marocains
- 31e régiment de dragons
- 8e régiment d'artillerie
- 33e bataillon du génie
- IIe bataillon du 18e régiment de transmissions

En 1949, les unités suivantes rejoignent la division :
- Le 1er avril, le 5e régiment de tirailleurs marocains devient le 35e régiment d'infanterie ;

- En septembre, le 152e régiment d'infanterie et le 452e groupe d'artillerie antiaérienne rejoignent la division.

Le 35e RI passe à la 15e DI le 1er avril 1951 et est remplacé à la 2e DI par le 151e régiment d'infanterie. À la même date, le 503e régiment de chars de combat est rattaché à la division.
En juin 1952, le 16e régiment de dragons remplace le 503e RCC.

### 2edivisiond'infanterie motorisée
Le 1er mars 1955, la division devient une division pentomique (en) à cinq régiments d'infanterie motorisée (dotée de Half-Tracks) et un régiment de reconnaissance blindée. Le cinquième régiment est le 153e régiment d'infanterie motorisée recréé à cette date, tandis que le 31e dragons est dissous pour renforcer en chars les régiments d'infanterie.
La 2e DIM embarque pour l'Algérie début juin 1955.
Elle est dissoute le 31 décembre 1962.

### 2edivision
Le 1er janvier 1963, le 22e corps d'armée (ex-corps d'armée de Constantine), dont faisait partie la 2e DIM, prend le nom de 2e division (QG à Philippeville). Cette dernière est dissoute le 30 novembre 1963.

## Les chefs de la2edivision
- 1954 - 1956 : général Beaufre[4]
- 1956 - 1957 : général Redon[1]
- 1957 - 1958 : général Vanuxem[1]
- 1958 : général Gandoët[1]
- 1959 - 1960 : général Dulac[1]
- 1960 - 1961 : général Ailleret[5]
- 1961 : général Demarle[1]
- 1961 - 1962 : général Multrier[6]
- 1963 : général  Kergaravat[1]
- 1963 : général Rouyer[1]

## Insigne
La 2e division d'infanterie conserve l'insigne de la 2e division d'infanterie marocaine : cigogne sur étoile marocaine. En chef le chiffre 2 et en pointe la devise en arabe qui signifie « Tous ensemble avec Dieu ». L'insigne existe en version métallique et en tissu.